# Tor Mann

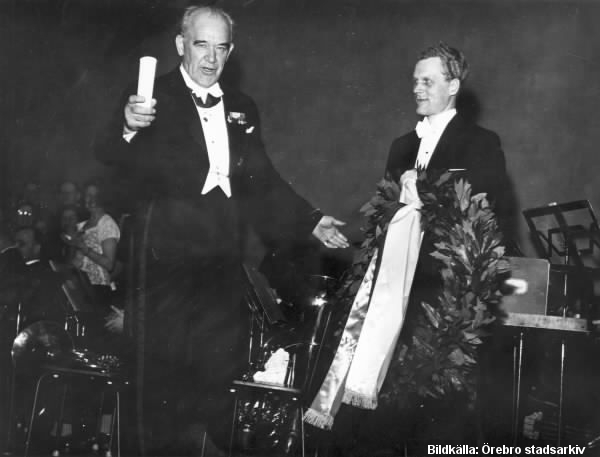
Tor Mann tillsammans med dirigenten Rune Larsson (t.h.) vid en konsert i Örebro konserthus år 1959, när Örebro orkesterförening firade 50 år.

Tor Gustaf Teodor Mann, född 25 februari 1894 i Stockholm, död 29 mars 1974 i Stockholm, var en svensk dirigent.

## Biografi
Tor Mann började som cellist men övergick senare till dirigentyrket. Han var chefsdirigent för Göteborgs Symfoniker med 1925–39, därefter chefsdirigent för Radiosymfonikerna till 1959. Han var lärare vid nuvarande Kungliga Musikhögskolan 1939–1961 och blev professor 1945. Han kom att särskilt intressera sig för musik av Jean Sibelius, Gösta Nystroem, Ture Rangström, Wilhelm Stenhammar och Carl Nielsen, men även den unge Allan Pettersson. En annan tonsättare som han ägnade stor plats i sin repertoar var Franz Berwald. Han anordnade Nordiska Musikdagar i Göteborg 1937–39 samt i Stockholm 1941–42. Efter pensioneringen i Stockholm tjänstgjorde Tor Mann under flera år vid Folkliga musikskolan i Arvika som dirigent och lärare i dirigering. Han företog också resor som dirigent i samtliga Nordens huvudstäder samt runt om i Europa.
Han var från 1950 gift med Ortrud Mann.